# Illa de Príncipe
L'illa de Príncipe és la segona en extensió de l'estat insular de São Tomé i Príncipe, al golf de Guinea, a l'Àfrica.

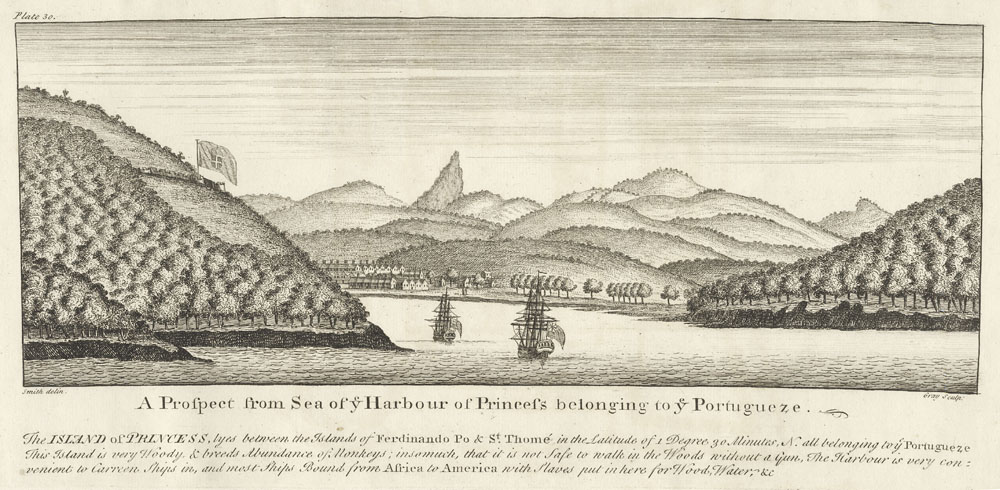
Gravat anglès de 1727, amb una panoràmica de l'illa.

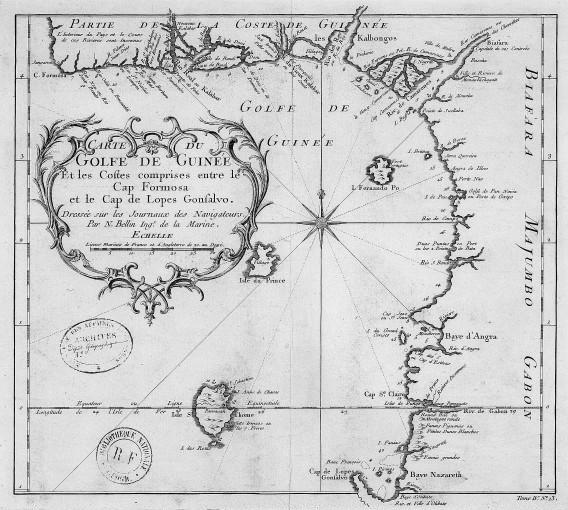
L'illa de Príncipe apareix al bell mig d'un mapa francès del.

## Característiques
Príncipe està situada a l'oceà Atlàntic, al mig del golf de Guinea, a uns 240 km a l'oest de la costa continental, a la Guinea Equatorial, i a uns 140 al nord-est de l'illa de São Tomé. Té un relleu accidentat, d'origen volcànic, amb una alçada màxima al Pico do Príncipe, de 948 m.
Prop de la costa nord, la vegetació es correspon amb les antigues plantacions de sucre i cacau. A l'interior de l'illa hi ha una frondosa selva equatorial amb una gran biodiversitat. L'any 2012 tota l'illa fou declarada Reserva de la Biosfera per la UNESCO.
La superfície de Príncipe és de 142 km² i la seva població d'uns 6.000 habitants. Els idiomes que s'hi parlen són el portuguès i el principense. La localitat més important de l'illa és Santo António, a la costa nord, que n'és la capital.

## Història
L'illa fou descoberta pels portuguesos el 1471, que li posaren el nom d'illa de Santo Antão. El 1475, amb ocasió del naixement d'Alfons de Portugal, el seu pare Joan II la va rebatejar com a illa del Príncep. Per fomentar la seva explotació el 1502 es va constituir una societat concessionària, coneguda com a "Ilha do Principe", i es va introduir la cultura de la canya de sucre. Aquestes concessions es deien donatarios, i a Principe la va obtenir la família Carneiro. En 1573 el donatari o concessionari va tornar a la possessió de la Corona portuguesa però van mantenir l'explotació. Els donataris foren:
- 1500 - 1545 António Carneiro, senhor de Vimioso
- 1545 - 15.. Francisco de Alcaçova Carneiro
- 15.. - 16.. Luiz Carneiro
- 16.. - 1640 Francisco Carneiro
- 1640 - 1690 Luis Carneiro de Sousa, conde da Ilha do Príncipe
- 1690 - 1708 Francisco Luis Carneiro de Sousa, conde da Ilha do Príncipe

1708 - 1724 António Carneiro de Sousa, conde da Ilha do Príncipe
1724 - 1731 Francisco Carneiro de Sousa, conde da Ilha do Príncipe
1731 - 1753 Carlos Carneiro de Sousa e Faro, conde da Ilha do Príncipe
En el context de la dinastia espanyola va ser envaïda i ocupada pels corsaris holandesos manats per Cornelis de Moucheron, des d'agost fins a l'octubre 1598, i de nou en 1600. En aquest any, per fomentar la seva població i defensa, l'illa va rebre una carta foral.
Durant aquest període, van anar a l'arxipèlag diversos governadors i capitans, sent els principals:
- 1601 - Oak Basc de Sousa
- 1604 - Rui de Sousa Alarcão
- 1609 - Fernando de Noronha

Més tard, després de la conquesta de la fortalesa de São Jorge da Mina pels Països Baixos (1637), en el context de la Restauració portuguesa (1640), els holandesos van conquerir l'arxipèlag de São Tomé e Príncipe el 1641 i el 1644, controlant el comerç d'esclaus fins a ser expulsats pels portuguesos el 1648.
Amb l'establiment d'una duana a l'Illa del Príncep el 1695, s'inicia la construcció de la Fortalesa de Santo António do Ponte da Mina. En 1719 la ciutat de Santo Antonio i la fortalesa va ser atacada i incendiada pel pirata anglès Bartholomew Roberts, àlies "John Roberts" i "Black Bart" en represàlia per la mort del seu capità Howell Davis. En 1753 l'Illa del Príncep i São Tomé van quedar unides administrativament per formar una sola colònia, que serà la colònia de São Tomé e Príncipe. El 1757 el Canada Francès va caure en mans dels britànics que el 1758 van deportar a Principe un miler d'acadians (canadencs d'Acàdia de parla francesa).
A principis del segle xx, l'arxipèlag s'havia convertit en un important productor de cafè i cacau. El 1951 la colònia va esdevenir província d'ultramar.
Després de la independència de l'arxipèlag (12 de juliol de 1975) l'illa va reclamar persistentment l'autonomia, la qual va aconseguir l'acord el 29 d'abril de 1995 quan va esdevenir una regió autònoma, formada pel districte insular, però pendent de negociar els termes. Després d'anys de negociacions es va establir un govern autònom amb assemblea legislativa pròpia. La bandera pròpia fou adoptada el 29 d'abril de 2001. El 2006 el partit hegemònic, el Moviment d'Alliberament de Sao Tome i Principe-Partido Socialdemocrata, que havia governat des de 1995, va perdre les eleccions i va pujar al poder insular la União para Mudança e Progresso do Príncipe (UMPP) que encara el conserva.

## Relativitat general
Per la seva situació a la línia de l'Equador, Príncipe fou el lloc escollit per l'astrònom anglès Arthur Eddington per dur a terme els seus famosos mesuraments de l'eclipsi solar del 29 de maig de 1919, que donaren consistència empírica a la teoria de la relativitat general d'Albert Einstein.